# Onesnaženje vode
Onesnaženje vode je vrsta onesnaženja, ko se umetni odpadki, ki jih proizvede človek, po uporabi odvržejo v jezera, reke, morja, oceane. To je zelo škodljivo tako za morske živali kot za nas. Odpadne snovi se kopičijo v vodnih živalih, ki jih v svoji prehrani uživamo tudi ljudje. Zlasti toksične so težke kovine. Na območju severnega Tihega oceana je kraj, kjer se kopiči plastika zlasti iz Azije, imenovana Velika pacifiška zaplata smeti.